# Dope
Dope — американская метал-группа из Чикаго, исполняющая ню-метал с элементами индастриалa. Была основана вокалистом и автором текстов Эдселом Доупом в 1997 году. Группа выпустила шесть полноформатных альбомов, последний из которых — Blood Money Part Zer0 — вышел 24 февраля 2023 года.

## История группы

### Формирование и первые годы (1997—1998)
В детстве, Эдсел и его брат Саймон Доуп были разлучены, когда их родители развелись. Как только они подросли, Эдсел взял Саймона в свою группу играть на клавишных. В коллективе уже присутствовали Трипп Эйзен (басист), Престон Нэш (ударник) и Слоан Джентри (гитара).
В начале своего пути группа продавала наркотики и на полученные деньги покупала музыкальные инструменты (Dope в переводе с англ. — «наркотик»).

### Felons and RevolutionariesиLife(1999—2002)
Гитарист группы Marilyn Manson Зим Зам разрешил группе написать «продюсер — Зим Зам» на обложке их демодиска, чтобы группе было легче заключить контракт с компанией. Сначала так и планировалось, что Зим Зам спродюсирует их дебютный диск, но Зам был занят записью альбома Mechanical Animals.
Выпустив несколько промокассет, группа заключила контракт с лейблом Epic. Во время записи альбома Слоан Джентри покинул группу, и за гитару пересел Трипп Эйзен, а новым басистом стал Эйси Слейд. В альбом вошло четырнадцать треков, включая две кавер-версии — «Fuck tha Police» рэп-группы N.W.A и «You Spin Me Round (Like a Record)» английского нью-вейв-коллектива Dead or Alive, который представлен в фильме «Американский психопат». «Debonaire» был также представлен в саундтреках к фильму ужасов «Крик 3» и боевику «Форсаж».
Группа активно давала живые выступления, принимала участие в нескольких турах с различными группами, начиная от Alice Cooper и заканчивая Kid Rock. Это помогло продать альбом Felons and Revolutionaries тиражом в общей сложности более 250 000 копий. Первым синглом и видеоклипом, выпущенным группой, стал трек «Everything Sucks», который, тем не менее, не попал в чарты. Однако второй сингл, кавер «You Spin Me Round» привлёк намного больше внимания; он получил ротацию на радио и достиг 37 строчки в чарте US Mainstream Rock.
После относительного успеха дебютного альбома группа Dope приступила к записи альбома под названием Life. Состав коллектива претерпел некоторые изменения. Трипп Эйзен перешёл в индастриал-метал-группу Static-X. Место гитариста занял Эйси Слейд, в то время как Слоан Джентри пересел на бас-гитару. Престона Нэша на ударных заменил Рейсси Шей.
Два сингла с Life — «Now or Never» и «Slipping Away» — получили 28-е и 29-е места в чарте Mainstream Rock соответственно. Песня «Now or Never» попала в саундтрек к игре Comand & Conquer: Zero Hour. Сам альбом получил 180-е место в чарте Billboard и 6-е — на Top Heatseekers. После релиза альбома Саймон Доуп покинул группу для того, чтобы продолжить свою карьеру как продюсер видеоигр.

### Group TherapyиAmerican Apathy(2003—2007)
Недовольная продвижением альбома Life, группа оставила Epic и присоединилась к Artemis Records — независимому рекорд-лейблу из Нью-Йорка. После ухода Эйси Слейда соло-гитарист Вайрус начал выступать в качестве единственного гитариста группы и внёс значительный вклад в написание песен.
Третий студийный альбом Dope получил название Group Therapy. Одна из песен с альбома — «Today is the Day» — послужила в качестве официальной музыкальной темы для WWE (платные бои без правил) в октябре 2003 года. Песни «Falling Away», «Bitch», «Motivation», «Burn» и «So Low» были представлены в видеоигре MTX Mototrax.
В 2005 году Dope в очередной раз претерпела изменения в составе: у группы появился новый басист — Брикс Милнер.
В четвёртом альбоме под названием American Apathy группа вернулась к более жёсткому звучанию, похожему в некотором отношении на то, что было в их дебютной работе, и имевшему множество элементов индастриал-метала. Среди 14 треков присутствовал кавер на песню Depeche Mode «People Are People», а также на композицию N.W.A «Fuck tha Police». Хотя альбом был выпущен на восьмом году существования группы и на независимом лейбле, American Apathy хорошо показал себя в чартах. Впервые в истории Dope появился альбом, занявший первую позицию в чарте Top Heatseekers; также на тот момент он был наиболее успешным в чарте Billboard.
По иронии судьбы, барабанщик Бен Грейвс из Murderdolls присоединился к Dope в турне по Японии. На самом деле это была не единственная рокировка в отношении обоих коллективов: в 2006 году Брикс Милнер подменил травмированного басиста Кида Кида в соло-проекте фронтмена Murderdolls Wednesday 13. В то же время фронтмен Эдсел Доуп и Вайрус занялись сторонними проектами, в числе которых альтернативная рок-группа Makeshift Romeo, в которой Эдсел играл на барабанах. В этот период Эдсел решил состричь свои дреды, которые он носил на протяжении всего времени с момента основания Dope.

### No Regrets(2008—2012)
No Regrets — пятый студийный альбом Dope, выпущенный 10 марта 2009 года. Альбом разошёлся тиражом в 6200 копий за первую неделю, что делает его самым успешным в чартах за всю историю группы. Этот диск отличается от прошлых релизов прежде всего тем, что название альбома фигурирует во многих песнях, среди которых «Dirty World», «My Funeral», «We Are», а также заглавный трек альбома. «Addiction» является третьим синглом с альбома. В песне присутствует гитарное соло, исполненное приглашённым музыкантом Закком Уайлдом из Black Label Society.
Dope завершила свой весенний тур по США, который проходил в течение двух месяцев и включал в себе 22 даты. Трипп Ли стал новым басистом группы на живых концертах, также к группе присоединился новый барабанщик по имени Эйнджел, ранее игравший в таких группах, как Pig и The Genitorturers. 15 октября 2008 года стало известно, что первый сингл из No Regrets называется «Violence». Песня в настоящее время доступна для прослушивания на официальной странице группы на MySpace. Песня «Nothing for Me Here» c грядущего альбома была выпущена в конце 2007 года для игры Guitar Hero III: Legends of Rock. Во время концерта Dope заявили, что их новый альбом записан, но они должны убедиться, что «получат за него деньги, прежде чем выпустить».
29 июля 2008 года Dope выпустила альбом American Apathy Reloaded — диск ремиксов и альтернативных версий песен с альбома American Apathy, плюс DVD с живыми выступлениями.
Какое-то время спустя, в начале 2009 года Dope обновили свой официальный сайт: на нём теперь присутствовала реклама No Regrets, а сам альбом был выпущен 10 марта 2009 года. Превью из восьми треков с него можно услышать в музыкальном плеере на сайте группы. В дополнение ко всему, для просмотра на сайте доступно полное музыкальное видео сингла «Addiction» с Закком Уайлдом. Один из треков на новом альбоме — кавер на сингл Билли Айдола «Rebel Yell». Вскоре Dope выпускают видео ко второму синглу с альбома, «6-6-Sick».
Гитарист Вайрус начал давать уроки игры на гитаре / бас-гитаре в Paul Green School of Rock в Форте Вашингтон, Пенсильвания. Вайрус также занимается продюсированием начинающих групп и пишет музыку для телевизионных и видеоигровых компаний, таких как Activision, Disney и ESPN.
В 2011 году Dope выступают на фестивале The Gathering of the Juggalos. В этом же году группа даёт концерт в лаундж-баре Mojoes в Джолиете, штат Иллинойс. Здесь Эдсел объявил, что Dope работает над новым альбомом.
В 2012 году Вайрус присоединился к новой группе Дэвида Дреймана из Disturbed под названием Device.

### Blood Money(2013 — настоящее время)
19 сентября 2013 года группа официально выпустила тизер песни «Drug Music» c предстоящего шестого студийного альбома под названием Blood Money, сделав публикацию на своей Facebook-странице. Изначально альбом планировалось выпустить в марте 2014 года, но позже в интервью с Диджеем Нельсоном было объявлено, что релиз состоится летом того же года. Первый сингл с альбома под названием «Selfish» и клип на него был выпущен 26 августа 2014 года; Эдсел на своей Facebook-странице объявил о том, что Blood Money будет состоять из двух частей.
Во время тура группы по России в 2014 году её фронтмен Эдсел Доуп принял участие в одном из выпусков шоу «Видеосалон Maxim», где оценивал видеоклипы российских музыкальных исполнителей.[значимость факта?]
25 сентября 2015 года группа анонсировала реюньон-тур, прошедший в Москве, Санкт-Петербурге и Киеве. Тур примечателен тем, что в нём участвовали члены классического состава группы, как во время записи альбома Life, а именно: бессменный фронтмен Эдсел Доуп, Эйси Слейд, Вайрус и Рейсси Шей Харт. Они же на данный момент являются новыми постоянными участниками группы.
Выход первой части альбома Blood Money неоднократно переносился и в итоге состоялся 28 октября 2016 года.

## Участники группы
- Edsel Dope
- Acey Slade
- Virus
- Nick Dibs

### Текущий состав
- Эдсел Доуп (Edsel Dope) — вокал (с 1997 — по настоящее время)
- Андре Мишель «Вайрус» Каркос (Andre Michael "Virus" Karkos) — гитара (2000—2013, 2015—2017, 2018—по настоящее время)
- Эйси Слейд (Acey Slade) — бас-гитара, бэк-вокал (1998—1999, 2015—2017, 2018—по настоящее время), ритм-гитара (2000—2002)
- Дэниел Фокс (Daniel Fox) — ударные (2004 — 2005, 2013 — 2015, 2017, 2019 — по настоящее время)

Бывшие участники
- Саймон Доуп (Simon Dope) — клавишные, программирование, перкуссия (1997—2001)
- Слоан Джентри (Sloane Jentry) — гитара (2007—2008), бас гитара (2001—2004)
- Престон Нэш (Preston Nash) — ударные (1997—2000)
- Дэниел Фокс (Daniel Fox) — ударные (2005—2006, 2013—2015)
- Трипп Эйзен (Tripp Eisen) — гитара (1998—2000), бас-гитара (1997—1998)
- Трипп Ли (Tripp Lee) — бас-гитара (с 2007—2013)
- Брикс Милнер (Brix Milner) — бас-гитара (с 2005—2007)
- Ник Дибс (Nikk Dibbs) — бас-гитара (2017), гитара (2013—2015, 2017—2018)
- Джермс Дженске (Jerms Genske) — бас-гитара (2013—2015)
- Эндрю «Эйнджел» Бартолотта (Andrew "Angel" Bartolotta) — ударные (2006—2013)

Сессионные участники
- Эдриан Ост (Adrian Ost) — ударные (2000—2001)
- Дэниел «Даббс» Фокс (Daniel "Dubbs" Fox) — ударные (2004—2005)
- Бен Грейвс (Ben Graves) — ударные (2005)
- Шейкс «Турбо» Вон Берген (Shakes "Turbo" Von Bergen) — бас-гитара (2014)
- Деррик «Трипп Ли» Триббетт (Derrick "Tripp Lee" Tribbett) — бас-гитара (2007)

## Дискография

### Альбомы
| Год  | Название                   | Лейбл      | Billboard | Top Heatseekers |
| ---- | -------------------------- | ---------- | --------- | --------------- |
| 1999 | Felons and Revolutionaries | Epic       | -         | #25             |
| 2001 | Life                       | Epic       | #180      | #6              |
| 2003 | Group Therapy              | Artemis    | -         | #16             |
| 2005 | American Apathy            | Artemis    | #128      | #1              |
| 2009 | No Regrets                 | Koch       | #88       | -               |
| 2016 | Blood Money, Part 1        | eOne Music | #27       | -               |
| TBA  | Blood Money, Part 2        | eOne Music | -         | -               |

| Год  | Название                | Лейбл |
| ---- | ----------------------- | ----- |
| 2016 | Live from Moscow Russia | TBA   |

| Год  | Название        | Лейбл         |
| ---- | --------------- | ------------- |
| 2002 | Felons for Life | Eat Me/Sue Me |

### Синглы
| Год  | Название песни                                                 | Альбом                                 |
| ---- | -------------------------------------------------------------- | -------------------------------------- |
| 1999 | Debonaire/Sick                                                 | Felons and Revolutionaries             |
| 1999 | Pig Society                                                    | Felons and Revolutionaries             |
| 2000 | Everything Sucks                                               | Felons and Revolutionaries             |
| 2000 | You Spin Me Round (Like a Record) (кавер-версия Dead or Alive) | Felons and Revolutionaries             |
| 2001 | Now or Never                                                   | Life                                   |
| 2002 | Slipping Away                                                  | Life                                   |
| 2003 | I Am                                                           | Group Therapy                          |
| 2003 | Bitch                                                          | Group Therapy                          |
| 2003 | Rebel Yell (кавер-версия Билли Айдол)                          | Неальбомный сингл (позже в No Regrets) |
| 2005 | Always                                                         | American Apathy                        |
| 2005 | Survive                                                        | American Apathy                        |
| 2006 | People Are People (кавер-версия Depeche Mode)                  | American Apathy                        |
| 2008 | Violence                                                       | No Regrets                             |
| 2009 | Addiction                                                      | No Regrets                             |
| 2009 | 6-6-Sick                                                       | No Regrets                             |
| 2014 | Selfish                                                        | Blood Money, Part 1                    |
| 2016 | Blood Money                                                    | Blood Money, Part 1                    |
| 2016 | Hold On                                                        | Blood Money, Part 1                    |
| 2016 | 1999                                                           | Blood Money, Part 1                    |
| 2017 | Thieves (кавер-версия Ministry)                                | Blood Money, Part 2                    |

 Dead World (2023)